# Бехидже-султан
Бехидже́-султа́н (тур. Behice Sultan; 8 августа 1848 год, Стамбул — 1876 год, там же) — дочь османского султана Абдул-Меджида от одной из его жён Несрин Ханым-эфенди. Бехидже, как и её мать, болела туберкулёзом, из-за чего она долго не выходила замуж. В возрасте 28 лет она вышла замуж по любви за внука бывшего великого визиря Халиля Хамида-паши Хамид-бея. К моменту заключения этого брака Бехидже уже находилась на пороге смерти. Она умерла от туберкулёза примерно через две недели после свадьбы.

## Биография

### Происхождение и ранние годы
Бехидже-султан родилась в 1848 году в Стамбуле в семье османского султана Абдул-Меджида I и одной из его икбал — грузинки Несрин Ханым-эфенди. Точная дата рождения девочки достоверно не определена: Ахмед Джевдет-паша в труде Tezakir писал, что Бехидже родилась 26 шавваля 1264 года по хиджре (25 сентября 1848 года), однако согласно её собственным записям, это произошло «26-го числа Рамадана-и Шерифа в 1264 году» по хиджре (26 августа 1848 года); кроме того, Бехидже писала, что достигла половой зрелости «в девятый день раджаба 1280 года (20 декабря 1863 года) в [возрасте] шестнадцати лет и десяти лун». Турецкий историк Недждет Сакаоглу, основываясь на записях Бехидже-султан, указывает датой её рождения 26 августа 1848 года; этой же даты придерживаются османист Энтони Олдерсон и османский историк Сюрея Мехмед-бей. Турецкий историк Чагатай Улучай же писал, что Бехидже родилась в десять минут девятого во дворце Чыраган в пятницу вечером, 6 августа 1848 года, при этом он указал по хиджре ту же дату, что сама Бехидже — 26 рамадана 1264 года. Помимо Бехидже у султана от Несрин было трое сыновей, однако все они умерли в детстве или младенчестве; кроме того, у девочки было более 35 единокровных братьев и сестёр, среди которых было четверо последних османских султанов.
Турецкий историк Йылмаз Озтуна в книге «Османская династия» писал, что матерью Бехидже была четвёртая жена Абдул-Меджида I Шаян Кадын-эфенди, однако Сакаоглу писал, что Шаян взяла Бехидже на воспитание, когда той было пять лет и скончалась от туберкулёза её родная мать Несрин. Отец Бехидже умер в 1861 году, когда девочке было 13 лет. Сама Бехидже с детства болела туберкулёзом, как и её мать; лечением султанской дочери занимались иностранные врачи. Несмотря на неблагоприятные прогнозы касательно здоровья Бехидже, ей с детства готовили приданое, чтобы она не теряла надежды на будущее, вследствие чего сама она жаждала выйти замуж как можно скорее.
Наиболее близкие отношения у Бехидже сложились с калфой по имени Фелексу, которая, судя по собственным заявлениям, сделанным в её письмах, очень любила свою госпожу. Фелексу называла Бехидже-султан «дорогой ангел» (тур. Melekciğim) и «мой лев» (тур. Arslanım) или «мой дорогой лев» (тур. Arslancığım). Турецкий историк Чагатай Улучай, опубликовавший письмо Фелексу в своём труде «Письма из гарема», отмечал: «Примечательно, что наложница так непринуждённо переписывается с султаншей. Непонятно, связано ли это с настоящей или искажённой любовью».

### Брачные планы и брак
Османист Энтони Олдерсон в таблице «Семья Абдул-Меджида I» указывает, что в октябре 1859 года Бехидже-султан была выдана замуж за Хюсню-пашу, сына Мустафы-паши. Сакаоглу отмечал, что Бехидже на тот момент было всего 11 лет, поэтому брак вероятнее всего не был заключён. Два года спустя умер отец Бехидже и об этом браке более не вспоминали.
Когда Бехидже было чуть более двадцати лет, она «вслепую» влюбилась в Халиль Хамид Пашазаде Хамид-бея, сына Нуруллы Мехмед-паши, который, в свою очередь, был сыном бывшего великого визиря Халиля Хамида-паши. Хамид-бей был на шесть лет моложе Бехидже и считался придворными очень красивым и элегантным. Хотя болезнь султанши была уже на поздней стадии, её дядя-султан Абдул-Азиз одобрил помолвку племянницы с Хамидом. Поддержали Бехидже и другие члены семьи, в частности — единокровные сёстры Рефиа и Сениха. Так, 23 февраля 1875 года она получила письмо от единокровной сестры Рефии-султан, в котором та поздравляла султаншу, выражала надежду, что Хамид-бей сделает её счастливой и искренне радовалась за неё, хотя и знала о смертельном диагнозе Бехидже. 15 марта Рефиа отправила сестре ещё одно письмо, в котором сообщала, что Хамид-бей приносил документы в Дефтердарбурну, где жила Рефиа, она видела его из окна и жених Бехидже очень понравился ей. Другая единокровная сестра Бехидже Сениха-султан писала ей, что надеется, что Бехидже получит желаемое. Сениха также писала своей помощнице-калфе, что Бехидже крайне чувствительна, ревнива и уязвима; вместе с тем, Сенихе, видевшей Хамид-бея, когда он приходил в соседнюю с её квартирой во дворце, жених сестры также очень понравился.
Заключение брака между Бехидже-султан и Хамид-беем было отложено из-за волнений 1876 года: 30 мая 1876 года был свергнут и вскоре убит Абдул-Азиз, а на смену ему пришёл единокровный брат Бехидже Мурад V, который к моменту восшествия на престол уже был психически болен; Мурад V правил всего 93 дня (из них в здравом уме он пробыл только 7), и на смену ему 31 августа 1876 года пришёл другой единокровный брат султанши Абдул-Хамид II. К этому времени болезнь Бехидже перешла в последнюю стадию, но несмотря на это приготовления к свадьбе были возобновлены, чтобы султанша, жизнь которой клонилась к закату, могла перед смертью исполнить своё сокровенное желание. 3 декабря 1876 года дворец погрузился в траур из-за кончины шехзаде Бурханеддина-эфенди , однако приготовления к свадьбе не были остановлены и, согласно Сакаоглу, 16 декабря Бехидже вышла замуж за Хамид-бея, по этому случаю получившего место в государственном совете. Олдерсон же указал датой заключения этого брака 15 ноября 1876 года. Улучай отмечал, что Бехидже-султан была старше всех своих сестёр, когда выходила замуж — ей было 28 лет; он предполагал, что причиной такого позднего брака была болезнь султанши.

### Смерть
Сакаоглу писал, что счастье молодожёнов, поселившихся во дворце Куручешме Сахил, закончилось со смертью Бехидже-султан, наступившей через 14 дней после свадьбы. Однако Сакаоглу приводит и другую дату смерти Бехидже — 30 октября 1876 года. Улучай же писал, что Бехидже умерла через 13 дней после свадьбы в январе 1876 года. Олдерсон и Сюрея указали датой смерти 30 ноября 1876 года, при этом, Сюрея, как и Улучай отметил, что умерла Бехидже через 13 дней после свадьбы.
Сакаоглу писал, что тело Бехидже вынесли из дворца Куручешме, на пароходе перевезли из Бебека в Сиркеджи, а оттуда — с похоронной процессией в Фатих, где оно было погребено в гробнице Накшидиль-султан. Сюрея же писал, что Бехидже была похоронена рядом с единокровной сестрой Мюнире-султан, которая, в свою очередь, была похоронена в Новом тюрбе за мавзолеем Накшидиль-султан в Фатихе, который позднее получил имя Гюлюсту Ханым-эфенди. Гроб Бехидже был накрыт платком и куском ткани, привезённой из Каабы. Ценные вещи из её приданого были зарезервированы для её сестер Медихи и Наиле, а остальные были распроданы. Документы о приданом Бехидже, приготовлениях к свадьбе и письма хранятся в архиве дворца-музея Топкапы.

## Комментарии
1. ↑  Турецкий историк Чагатай Улучай указывал, что на момент рождения двоих старших детей Несрин носила титул третьей икбал[1]; титул второй жены, по мнению Улучая, она получила только после рождения сыновей-близнецов[2]. Турецкий мемуарист Харун Ачба, а также турецкий и османские историки Недждет Сакаоглу и Сюрея Мехмед-бей указывают только, что Несрин носила титул второй икбал султана[3][4][5].
2. ↑  Как писал Харун Ачба в своей книге «Жёны султанов: 1839—1924», Несрин родилась в 1826 году в Поти в семье грузинского князя Манучара Асемиани и его жены Махры и при рождении получила имя Адиле[4].